# Laomedon

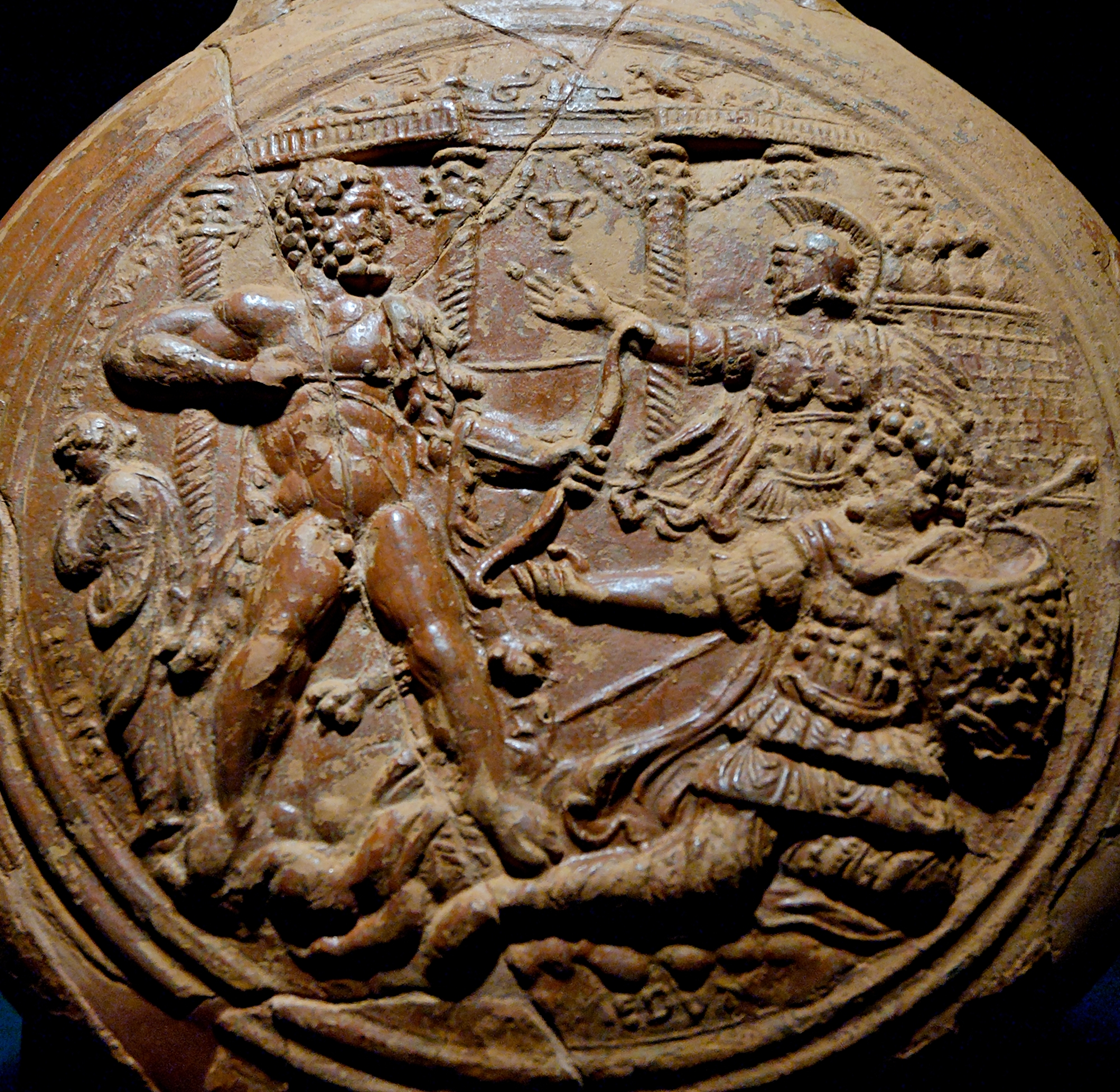
Herakles tötet Laomedon. Terra Sigillata, Ende 1./Anfang 2. Jahrhundert n. Chr.

Laomedon (altgriechisch Λαομέδων Laomédōn) ist in der Griechischen Mythologie der Sohn des Ilos und der Eurydike und der zweite König von Troja.
Als Laomedons Gattin wird zumeist Strymo genannt, fallweise jedoch auch Plakia. Er war der Vater des Priamos, des Tithonos sowie des Lampos, des Hiketaon, des Klytios und der Hesione und hatte der Sage nach noch Umgang mit den Göttern: Als Sühne für den Versuch, Zeus zu fesseln und hierdurch zu entmachten, musste Apollo auf dem Idagebirge die Herden des Laomedon hüten, während Poseidon die Mauern von Troja errichtete. Erst als Laomedon den beiden Göttern den ausgehandelten Preis versagte, zerbrach diese Nähe: Apollo ließ die Stadt von der Pest heimsuchen, und Poseidon entsandte ein Meeresungeheuer, das dem Orakel nach nur durch das Opfer der Königstochter Hesione zufriedengestellt werden konnte. Als diese dem Monster dann dargeboten wurde, rettete Herakles die Tochter und tötete das Monster. Ein weiterer Zwist des Laomedon um einen Lohn, nun mit Herakles, führte dann zur Belagerung der Stadt, in dessen Folge Laomedon samt Familie getötet wurde. Lediglich Priamos, der nachfolgende König, und Hesione, die als Sklavin dem Telamon zufiel, überlebten.